# المقري النوري
المقري النوري (1933 - 7 ديسيمبر 2011 ) عضو المجلس الأكاديمي للرابطة المحمدية للعلماء بإقليم طانطان ومن المشايخ المبرزين في العلوم الشرعية، من مواليد طانطان سنة 1933م، علوي النسب،مالكيّ المذهب، أشعريّ العقيدة، صوفيّ الطريقة. 
شغل  منصب مقدم الطريقة التجانية، ومارس الإمامة والوعظ والإرشاد بمسجد بئرانزران بمدينة طانطان لعقود من الزمان، وكان  عضوا بالمجلس العلمي المحلي لإقليم طانطان لمدة 25 سنة. كما شارك في البعثة العلمية للحج لموسم 1993م.

## وفاته
وافته المنية بمدينة طانطان مساء الثلاثاء 06 ديسيمبر 2011م، عن سن يناهز السبعين عاما،وهو رجل الذكر والحكمة القلبية واحد ابرز ظرفاء طانطان، . عرف بشيمه الأخلاقية العالية، وآدابه الرفيعة، ومعدنه الإنساني الأصيل، وقد ترك مكتبة عامرة بكتب الفقه والحديث والتصوف وعلوم الدين والدنیا.